# Festival Internacional de Cine de Venecia de 2013
La 70.ª Mostra de Venecia tuvo lugar del 28 de agosto al 7 de septiembre de 2013. El jurado fue presidido por el director italonorteamericano Bernardo Bertolucci y la actriz italiana Eva Riccobono presentó las ceremonias de apertura y cierre del festival. La Mostra la abrió la película Gravity y se cerró con la proyección de Amazonia.
El premio León de Oro fue a parar al documental italiano Sacro GRA, de Gianfranco Rosi.

## Desarrollo del festival
El jueves 9 de mayo de 2013, se anunció el nombre del presidente del jurado: se trataba de Bernardo Bertolucci. Era la segunda vez que ocupaba el cargo, ya que fue presidente de la 40.ª edición de 1983. El director estadounidense William Friedkin recibió el León de Oro honorario por toda su carrera. El 30 de mayo de 2013 corre el rumor de que la película Moebius, del director Kim Ki-duk, participará en el festival. Ki-duk se había llevado el León de Oro de la Mostra de Venecia 2012 por la película Pietá.
El 5 de junio de 2013, Paul Schrader es nombrado presidente del jurado de la sección «Orizzonti», y su nueva película, The Canyons, con Lindsay Lohan y James Deen, estará presente, pero fuera de concurso.
El 8 de agosto de 2013, los organizadores anuncian que Carrie Fisher, protagonista de Star Wars, formará parte del jurado.

## Jurado
Las siguientes personas fueron seleccionadas para formar parte del jurado de esta edición:
Competición principal

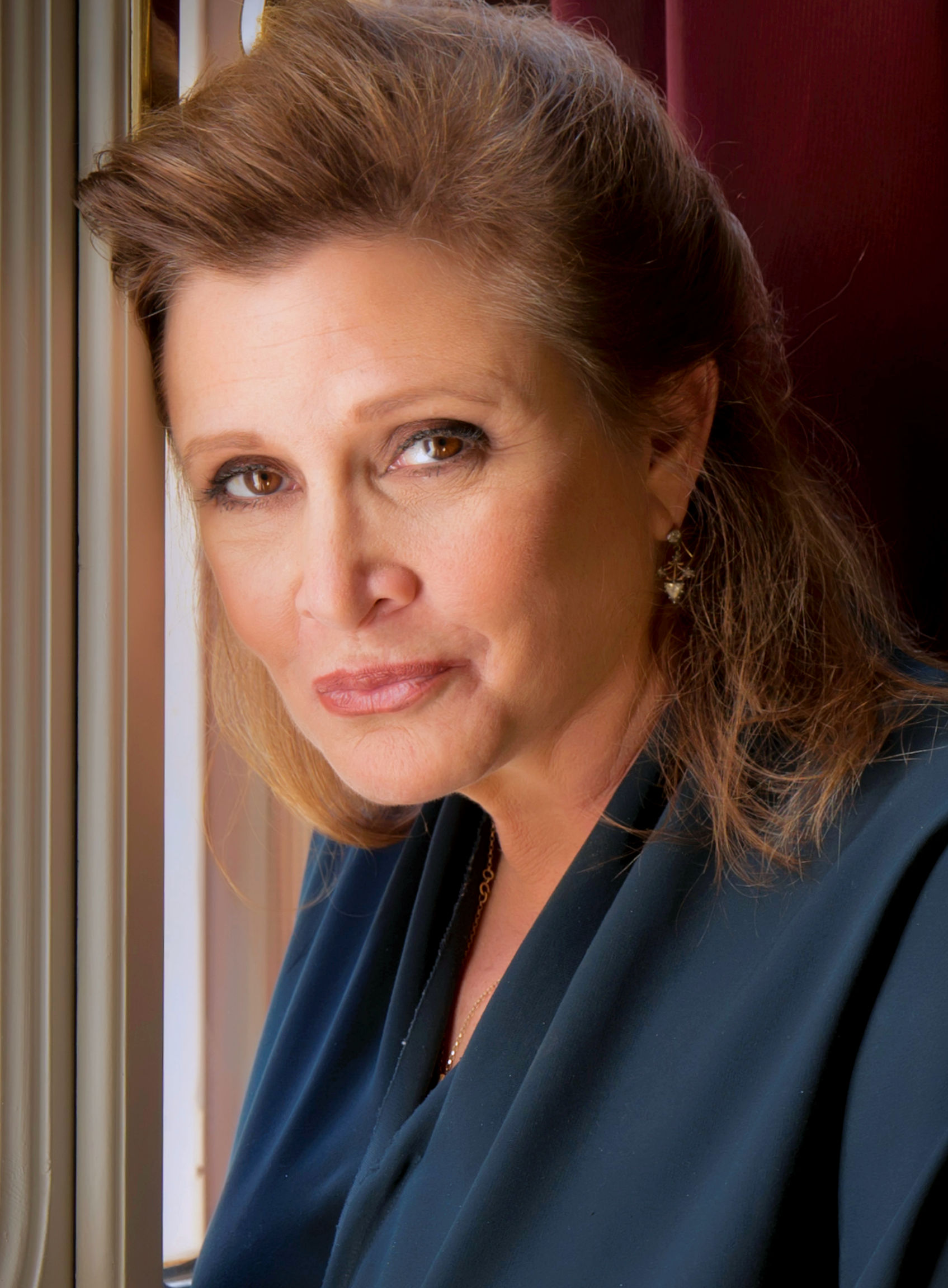
Carrie Fisher, miembro del jurado de la competición oficial

- Bernardo Bertolucci, director italiano (Presidente del jurado)
- Andrea Arnold, director británico
- Renato Berta, director de fotografía francés
- Carrie Fisher, actriz, guionista y novelista estadounidense
- Martina Gedeck, actriz alemana
- Pablo Larraín, director chileno
- Virginie Ledoyen, actriz francesa
- Ryuichi Sakamoto, compositor japonés
- Jiang Wen, actor y director chino

Horizontes (Orizzonti)
- Paul Schrader, guionista , director y crítico estadounidense (Presidente)
- Catherine Corsini, director, actriz y guionista francesa
- Leonardo Di Costanzo, director y guionista italiano
- Golshifteh Farahani, actriz y cantante iraní
- Frédéric Fonteyne, director belga
- Kseniya Rappoport, actriz rusa
- Amr Waked, actor egipcio

Opera prima
- Haifaa Al Mansour, director saudí (Presidente)
- Amat Escalante, director, guionista y productor mexicano
- Alexej German Jr., director y guionista ruso
- Geoffrey Gilmore, director del Tribeca Film Festival
- Ariane Labed, actriz rusa
- Maria Sole Tognazzi, director italiano

## Selección oficial

### En Competición
Las películas siguientes estuvieron seleccionadas para la competición principal:
| Título español                         | Título original         | Director(s)        | País de producción          |
| -------------------------------------- | ----------------------- | ------------------ | --------------------------- |
| Ana Arabia                             | Ana Arabia              | Amos Gitai         | Israel, Francia             |
| Child of God                           | Child of God            | James Franco       | Estados Unidos              |
| La mujer del policía                   | Die frau des polizisten | Philip Gröning     | Alemania                    |
| L'intrepido                            | L'intrepido             | Gianni Amelio      | Italia                      |
| La Jalousie                            | La Jalousie             | Philippe Garrel    | Francia                     |
| Stray Dogs                             | 郊遊                    | Tsai Ming-liang    | Taiwán, Francia             |
| Joe                                    | Joe                     | David Gordon Green | Estados Unidos              |
| El viento se levanta                   | 風立ちぬ                | Hayao Miyazaki     | Japón                       |
| Miss Violence                          | Miss Violence           | Alexandros Avranas | Grecia                      |
| Night Moves                            | Night Moves             | Kelly Reichardt    | Estados Unidos              |
| Parkland                               | Parkland                | Peter Landesman    | Estados Unidos              |
| Philomena                              | Philomena               | Stephen Frears     | Reino Unido                 |
| Sacro GRA                              | Sacro GRA               | Gianfranco Rosi    | Italia                      |
| The Rooftops                           | Es-Stouh                | Merzak Allouache   | Argelia, Francia            |
| Tom en la granja                       | Tom à la ferme          | Xavier Dolan       | Canadá, Francia             |
| El viaje de tu vida                    | Tracks                  | John Curran        | Reino Unido, Australia      |
| Under the Skin                         | Under the Skin          | Jonathan Glazer    | Reino Unido, Estados Unidos |
| Donald Rumsfeld, certezas desconocidas | The Unknown Known       | Errol Morris       | Estados Unidos              |
| Vía Castellana Bandiera                | Vía Castellana Bandiera | Emma Dante         | Italia, Suiza, Francia      |
| Teorema zero                           | The Zero Theorem        | Terry Gilliam      | Reino Unido, Estados Unidos |

### Fuera de Competición
Las películas siguientes fueron seleccionadas para ser exhibidas fuera de competición:
| Título español                      | Título original                                        | Director(s)         | País de producción     |
| ----------------------------------- | ------------------------------------------------------ | ------------------- | ---------------------- |
| A Promise                           | Une promesse                                           | Patrice Leconte     | Francia                |
| Amazonia                            | Amazonia                                               | Thierry Ragobert    | Francia, Brasil        |
| La mentira de Lance Armstrong       | The Armstrong Lie                                      | Alex Gibney         | Estados Unidos         |
| At Berkeley                         | At Berkeley                                            | Frederick Wiseman   | Estados Unidos         |
| Con il fiato sospeso                | Con il fiato sospeso                                   | Costanza Quatriglio | Italia                 |
| The Canyons                         | The Canyons                                            | Paul Schrader       | Estados Unidos         |
| Qué extraño llamarse Federico       | Che strano chiamarsi Federico - Scola racconta Fellini | Ettore Scola        | Italia                 |
| 'Til Madness Do Us Part             | Feng Ai                                                | Wang Bing           | Hong Kong, Francia     |
| Gravity                             | Gravity                                                | Alfonso Cuarón      | Estados Unidos         |
| Heimat - La otra tierra             | Die Andere Heimat - Chronik einer Sehnsucht            | Edgar Reitz         | Alemania               |
| Locke                               | Locke                                                  | Steven Knight       | Reino Unido            |
| Moebius                             | 뫼비우스                                               | Kim Ki-duk          | Corea del Sur          |
| Pino Ridge                          | Pino Ridge                                             | Anna Eborn          | Dinamarca              |
| Redemption                          | Redemption                                             | Miguel Gomes        | Portugal               |
| Capitán Harlock: Pirata Espacial    | キャプテンハーロック -SPACE PIRATE CAPTAIN HARLOCK-    | Aramaki Shinji      | Japón                  |
| Summer 82 when Zappa came to Sicily | Summer 82 when Zappa came to Sicily                    | Salvo Cuccia        | Italia, Estados Unidos |
| La voce di Berlinguer               | La voce di Berlinguer                                  | Mario Sesti         | Italia                 |
| 'Til Madness Do Us Part             | Feng Ai                                                | Wang Bing           | Taiwán                 |
| Ucrania no es un burdel             | Ukraina ne Bordel                                      | Kitty Green         | Australia              |
| Walesa. El hombre de la esperanza   | Wałęsa. Czlowiek z nadziei                             | Andrzej Wajda       | Polonia                |
| Wolf Creek 2                        | Wolf Creek 2                                           | Greg McLean         | Australia              |
| Unforgiven                          | Yurusarezaru mono                                      | Lee Sang-il         | Japón                  |

### Horizontes (Orizzonti)
Las películas siguientes fueron seleccionadas para la sección Horizontes (Orizzonti):
Largometrajes
| Título inglés               | Título original      | Director(s)          | País de producción |
| --------------------------- | -------------------- | -------------------- | ------------------ |
| Chicos del Este             | Eastern Boys         | Robin Campillo       | Francia            |
| La prima neve               | La prima neve        | Andrea Segre         | Italia             |
| Fish & Cat                  | Mahi Va Gorbeh       | Shahram Mokri        | Irán               |
| La vida después             | La vida después      | David Pablos         | México             |
| Little Brother              | Bauyr                | Serik Aprymov        | Kazajistán         |
| Medeas                      | Medeas               | Andrea Pallaoro      | EE. UU., Italia    |
| Je m'appelle Hmmm...        | Je m'appelle Hmmm... | Agnès B.             | Francia            |
| Palo Alto                   | Palo Alto            | Gia Coppola          | EE. UU.            |
| Ruin                        | Ruin                 | Amiel Courtin-Wilson | Australia          |
| Bypass                      | Bypass               | Duane Hopkins        | Reino Unido        |
| The Sacrament               | The Sacrament        | Ti West              | EE. UU.            |
| Piccola patria              | Piccola patria       | Alessandro Rossetto  | Italia             |
| Algunas chicas              | Algunas chicas       | Santiago Palavecino  | Argentina          |
| Il terzo tempo              | Il terzo tempo       | Enrico Maria Artale  | Italia             |
| Wolfskinder                 | Wolfskinder          | Rick Ostermann       | Alemania           |
| Why Don't You Play in Hell? | Jigoku de naze warui | Sion Sono            | Japón              |
| Nunca es demasiado tarde    | Still Life           | Uberto Pasolini      | EE. UU., Italia    |
| We Are the Best!            | Vi Är Bäst!          | Lukas Moodysson      | Suecia, Dinamarca  |

#### Cortometrajes
| Título original           | Director(s)                              | País de producción             |
| ------------------------- | ---------------------------------------- | ------------------------------ |
| Aningaaq                  | Jonas Cuarón                             | EE. UU.                        |
| The Audition              | Michael Haussman                         | Italia                         |
| Ballkoni                  | Lendita Zeqiraj                          | Kosovo                         |
| Blanco                    | Ignacio Gatica                           | Argentina                      |
| Cold Snap                 | Leo Woodhead                             | Nueva Zelanda                  |
| Death For a Unicorn       | Riccardo Bernasconi, Francesca Reverdito | Suiza                          |
| La gallina                | Manel Raga                               | España                         |
| Houses With Small Windows | Bülent Öztürk                            | Bélgica                        |
| Kush                      | Shubhashish Bhutiani                     | India                          |
| Minesh                    | Shalin Sirkar                            | Sudáfrica, Alemania, Dinamarca |
| Un pensiero Kalašnikov    | Giorgio Bosisio                          | Italia, Reino Unido            |
| Quello Che Resta          | Valeria Allievi                          | Italia                         |
| Sishui (Stagnant Water)   | Xiaowei Wang                             | China                          |
| Toutes les belles choses  | Cécile Bicler                            | Francia                        |

## Venice Classics
Las películas siguientes estuvieron seleccionadas para ser exhibidas en la sección de Venice Classics:
| Título español                                                    | Título original                              | Director(s)                         | País de producción |
| ----------------------------------------------------------------- | -------------------------------------------- | ----------------------------------- | ------------------ |
| Amazonas negras                                                   | The Adventures of Hajji Baba                 | Don Weis                            | EE. UU.            |
| Le 15/8                                                           | Le 15/8                                      | Chantal Akerman, Samy Szlingerbaum  | Bélgica            |
| La bestia humana                                                  | La Bête humaine                              | Jean Renoir                         | Francia            |
| Il Bacio di Tosca                                                 | Il Bacio di Tosca                            | Daniel Schmid                       | Suiza              |
| Aventuras y desventuras de un italiano emigrado (Pan y chocolate) | Pane e cioccolata                            | Franco Brusati                      | Italia             |
| Yo soy la revolución                                              | El Chuncho, quien sabe?                      | Damiano Damiani                     | Italia             |
| ¿Te acuerdas de Dolly Bell?                                       | Sjecas li se Dolly Bell                      | Emir Kusturica                      | Yugoslavia         |
| Comrades: Almost a Love Story                                     | 甜蜜蜜 / Tián Mì Mì                          | Peter Ho-Sun Chan                   | Hong Kong          |
| Flores de equinoccio                                              | 彼岸花 / Higanbana                           | Yasujirō Ozu                        | Japón              |
| Las manos sobre la ciudad                                         | Le mani sulla città                          | Francesco Rosi                      | Italia             |
| Días de sol                                                       | 陽光燦爛的日子 / Yángguāng Cànlàn De Rìzi    | Jiang Wen                           | China, Hong Kong   |
| El cobarde                                                        | কাপুরুষ                                         | Satyajit Ray                        | India              |
| Hotel Monterrey                                                   | Hotel Monterrey                              | Chantal Akerman                     | EE. UU., Bélgica   |
| Ellos y ellas                                                     | Guys and Dolls                               | Joseph L. Mankiewicz                | Estados Unidos     |
| Let's Get Lost                                                    | Let's Get Lost                               | Bruce Weber                         | EE. UU.            |
| El pequeño fugitivo                                               | Little Fugitive                              | Morris Engel,Ruth Orkin, Ray Ashley | EE. UU.            |
| Mahapurush                                                        | Mahapurush                                   | Satyajit Ray                        | India              |
| Mysterious Object at Noon                                         | Dokfa nai meuman                             | Apichatpong Weerasethakul           | Tailandia          |
| Nidhanaya                                                         | Nidhanaya                                    | Lester James Peries                 | Sri Lanka          |
| Feliz Navidad, Mr. Lawrence                                       | Merry Christmas Mr. Lawrence                 | Nagisa Ôshima                       | Japón              |
| El malvado Zaroff                                                 | The Most Dangerous Game                      | Irving Pichel, Ernest B. Schoedsack | EE. UU.            |
| Pasión de los fuertes                                             | My Darling Clementine                        | John Ford                           | EE. UU.            |
| Mi amigo Iván Lapshin                                             | Мой друг Иван Лапшин / Moy Drug Ivan Lapshin | Aleksey German Sr.                  | URSS               |
| Paisá                                                             | Paisá                                        | Roberto Rossellini                  | Italia             |
| El amargo deseo de la propiedad                                   | La proprietà non è più un furto              | Elio Petri                          | Italia             |
| Providence                                                        | Providence                                   | Alain Resnais                       | Francia, Suiza     |
| Sandra                                                            | Vaghe stelle dell'orsa...                    | Luchino Visconti                    | Italia             |
| The Shape of Night                                                | 夜の片鱗 / Yoru no henrin                    | Noboru Nakamura                     | Japón              |
| Carga maldita                                                     | Sorcerer                                     | William Friedkin                    | EE. UU.            |
| White Rock                                                        | White Rock                                   | Tony Maylam                         | Reino Unido        |

### Documentales de cine
| Título original                                         | Director(s)                    | País de producción     |
| ------------------------------------------------------- | ------------------------------ | ---------------------- |
| Il Bacio di Tosca, Une restauration numérique           | Richard Szotyori               | Suiza                  |
| Bertolucci on Bertolucci                                | Luca Guadagnino, Walter Fasano | Italia                 |
| Double Play: James Benning and Richard Linklater        | Gabe Klinger                   | USA, Portugal, Francia |
| A Fuller Life                                           | Samantha Fuller                | EE. UU.                |
| Istintobrass                                            | Massimiliano Zanin             | Italia                 |
| Lino Micciché, Mio padre. Una visione del mondo         | Francesco Micciché             | Italia                 |
| Nice Girls Don't Stay for Breakfast                     | Bruce Weber                    | EE. UU.                |
| Non Eravamo Solo... Ladri Di Biciclette. Il Neorealismo | Gianni Bozzacchi               | Italia                 |
| Trespassing Bergman                                     | Jane Magnusson, Hynek Pallas   | Suecia, Francia        |

### Biennale College - Cinema
Las películas siguientes estuvieron seleccionadas para ser exhibidas en la sección de "Biennale College - Cinema":
| Título original              | Director(s)                | País de producción |
| ---------------------------- | -------------------------- | ------------------ |
| Yuri Esposito                | Alessio Fava               | Italia             |
| Memphis                      | Tim Sutton                 | EE. UU.            |
| Mary Is Happy, Mary Is Happy | Nawapol Thamrongrattanarit | Tailandia          |

### Final Cut in Venice
Las películas siguientes estuvieron seleccionadas para ser exhibidas en la sección de "Final Cut in Venice", un taller de apoyo a la posproducción de película de África:
| Título original      | Director(s)         | País de producción |
| -------------------- | ------------------- | ------------------ |
| Le Challat de Tunis  | Kaouther Ben Hania  | Túnez              |
| El Ott               | Ibrahim El-Batout   | Egipto             |
| Avec presque rien... | Nantenaina Lova     | Madagascar         |
| Territorial Pissings | Sibs Shongwe-La Mer | Sudáfrica          |

## Secciones independientes

### Semana Internacional de la Crítica
Las películas siguientes fueron seleccionadas para la 28ª. Semana Internacional de la Crítica del Festival de Cine de Venecia:

#### Largometrajes
| Título en español       | Título original            | Director(s)         | País de producción         |
| ----------------------- | -------------------------- | ------------------- | -------------------------- |
| L’armée du salut        | Abdellah Taïa              | Francia, Marruecos  |                            |
| Las niñas Quispe        | Las niñas Quispe           | Sebastián Sepúlveda | Chile, Francia, Argentina  |
| La reunión              | Återträffen                | Anna Odell          | Suecia                     |
| Enemigo de clase        | Razredni Sovražnik         | Rok Biček           | Eslovenia                  |
| White Shadow            | White Shadow               | Noaz Deshe          | Italia, Alemania, Tanzania |
| Zoran, mi sobrino tonto | Zoran, il mio nipote scemo | Matteo Oleotto      | Italia, Eslovenia          |
| Trap Street             | Shuiyin jie                | Vivian Qu           | China                      |

#### Fuera de Competición
| Título original       | Director(s)      | País de producción |
| --------------------- | ---------------- | ------------------ |
| L’arte della felicità | Alessandro Rak   | Italia             |
| Las analfabetas       | Moisés Sepúlveda | Chile              |

### Venice Days
Las películas siguientes fueron seleccionadas para la 10.ª edición de la sección de Venice Days (Giornate degli Autori): Starting from this edition, Venice Days has created its own international award "for a film from the entire Official Selection".

#### Selección oficial
| Título en español | Título original    | Director(s)        | País de producción        |
| ----------------- | ------------------ | ------------------ | ------------------------- |
| Alienation        | Otchuzhdenie       | Milko Lazarov      | Bulgaria                  |
| Bethlehem         | Bethlehem          | Yuval Adler        | Israel, Alemania, Bélgica |
| Gerontophilia     | Gerontophilia      | Bruce LaBruce      | Canadá                    |
| La belle vie      | La belle vie       | Jean Denizot       | Francia                   |
| Amores asesinos   | Kill Your Darlings | John Krokidas      | EE. UU.                   |
| El verano de May  | May in the Summer  | Cherien Dabis      | Jordan, Qatar, EE. UU.    |
| La mia classe     | La mia classe      | Daniele Gaglianone | Italia                    |
| Köksüz            | Köksüz             | Deniz Akçay        | Turquía                   |
| La reconstrucción | La reconstrucción  | Juan Taratuto      | Argentina                 |
| Rigor Mortis      | Geung si           | Juno Mak           | Hong Kong                 |
| Siddharth         | Siddharth          | Richie Mehta       | Canadá, India             |
| Traitors          | Traitors           | Sean Gullette      | Marruecos, EE. UU.        |

#### Proyecciones especiales
| Título original                                  | Director(s)           | País de producción |
| ------------------------------------------------ | --------------------- | ------------------ |
| Julia                                            | J. Jackie Baier       | Germany, Lithuania |
| "Lenny Cooke"                                    | Benny and Josh Safdie | EE. UU.            |
| Lino Miccichè, mio padre - Una visione del mondo | Francesco Miccichè    | Italia             |
| The Referee (L'arbitro)                          | Paolo Zucca           | Italia, Argentina  |
| Secchi                                           | Edo Natoli            | Italia             |
| Tres bodas de más                                | Javier Ruiz Caldera   | España             |
| Venezia Salva                                    | Serena Nono           | Italia             |

#### Miu Miu Los cuentos de las mujeres
| Título original         | Director(s)  | País de producción |
| ----------------------- | ------------ | ------------------ |
| Le Donne della Vucciria | Hiam Abbass  | Italia             |
| The Door                | Ava DuVernay | USA, Italia        |

#### Premio Lux
| Título original             | Director(s)          | País de producción |
| --------------------------- | -------------------- | ------------------ |
| The Selfish Giant           | Clio Barnard         | Reino Unido        |
| Miele (Honey)               | Valeria Golino       | Italia             |
| The Broken Circle Breakdown | Felix Van Groeningen | Bélgica            |

## Premios
Los premios siguientes estuvieron presentados en la 70.ª edición:
- León de Oroː Sacro GRA de Gianfranco Rosi
- León de plata: Alexandros Avranas por Miss Violence
- León de Plata - Gran Premio del Jurado: Stray Dogs de Tsai Ming-Liang
- Copa Volpi:
  - Mejor actor: Themis Panou por Miss Violence
  - Mejor actriz: Elena Cotta por Vía Castellana Bandiera
- Premio Marcello Mastroianni: Tye Sheridan por Joe
- Premio Osella al mejor guionː Steve Coogan y Jeff Papa por Philomena
- Premio Especial del Jurado: La mujer del policía de Philip Gröning

Horizontes (Orizzonti)
- Mejor películaː Chicos del Este de Robin Campillo
- Mejor directorː  Uberto Pasolini por Nunca es demasiado tarde
- Premio Especial del Juradoː Ruin de Amiel Courtin-Wilson y Michael Cody
- Premio especial a la innovación en el contenido: Shahram Mokri por Fish & Cat (Mahi Va Gorbeh)
- Premio al mejor cortoː Kush de Shubhashish Bhutiani

Venice Classics
- Mejor película restaurada: El amargo deseo de la propiedad (La proprietà non è più un furto) de Elio Petri
- Mejor documental sobre cine: Double Play: James Benning and Richard Linklater de Gabe Klinger

Premios especiales
- León dorado a toda una trayectoriaː William Friedkin[23][24]
- Premio Visionary de talento: Andrzej Wajda
- Premio Jaeger-LeCoultre Glory al cineasta: Ettore Scola
- Premio L’Oréal Paris al Cine: Eugenia Costantini

### Premios de secciones independientes
Los siguientes films fueron premiados en la secciones independientes:
León del Futuro
- León del Futuro – Premio Luigi De Laurentiis en una Película de Debutː White Shadow de Noaz Deshe

Semana Internacional de la Crítica de Venecia
- FIPRESCI Premio: La reunión de Anna Odell
- Premio Arca CinemaGiovani - Mejor película italiano: L’arte della felicità de Alessandro Rak
- Premio FEDIC: Zoran, mi sobrino tonto de Matteo Oleotto

Mención especial: L’arte della felicità de Alessandro Rak
- Premio Fedeora:
  - Mejor película: Enemigo de clar de Rok Bicek
  - Premio a la mejor fotografía: Inti Briones for Las niñas Quispe de Sebastián Sepúlveda

Mención especialː Giuseppe Battiston por Zoran, mi sobrino tonto
Mención especialː Anna Odell por La reunión
- Premio "RaroVideo" del público: Zoran, mi sobrino tonto de Matteo Oleotto
- Premio Schermi di Qualità: Zoran, mi sobrino tonto de Matteo Oleotto

Venice Days (Giornati degli Autori)
- Premio Venice Daysː Amores asesinos  de John Krokidas[21]
- Premio Label Europa a la mejor película europea: La belle vie  de Jean Denizot

Mención especialː Alienation by Milko Lazarov
- Premio Open: Serena Nono por Venezia salva
- Premio Lina Mangiacapre - Mención especial: Traitors de Sean Gullette
- Premio Fedeora :
  - Mejor película: Bethlehem de Yuval Adler
  - Mejor director nobel: Milko Lazarov pro Alienation

Mención especialː The Good Life (La belle vie) by Jean Denizot

### Otros premios
Los siguientes premios fueron concedidos a películas de la sección oficial:
- Premio FIPRESCI a la mejor película: Tom en la granja de Xavier Dolan[26]
- Premio SIGNIS: Philomena de Stephen Frears

Mención especialː Ana Arabia de Amos Gitai
- Premio Francesco Pasinetti (SNGCI):
  - Mejor película: Nunca es demasiado tarde de Uberto Pasolini (Horizons)
  - Mejores Actores: Elena Cotta, Alba Rohrwacher y Antonio Albanese
  - Mejor actriz: Alba Rohrwacher por Hungry Hearts
  - Mención especialː Maria Rosaria Omaggio por Walesa. Man of Hope
  - Mención especialː  Il terzo tempo de Enrico Maria Artale (Horizons)
- Premio Leoncino d'Oro Agiscuola: Sacro GRA de Gianfranco Rosi

Mención UNICEF: Philomena de Stephen Frears
- Premio Brian: Philomena de Stephen Frears
- Queer Lion: Philomena de Stephen Frears
- Premio Arca CinemaGiovani a la mejor película Venezia 70: Miss Violence de Alexandros Avranas
- Premio Christopher D. Smithers Foundation: Joe de David Gordon Green
- Premio CICT - UNESCO "Enrico Fulchignoni": At Berkeley de Frederick Wiseman (Fuera de competición)
- Premio CICAE - Cinema d’Arte e d’Essai: Nunca es demasiado tarde de Uberto Pasolini (Horizons)
- P̪remio Fedeora a la mejor película euromediterraneo: Miss Violence de Alexandros Avranas
- Premio Fondazione Mimmo Rotella: L'intrepido de Gianni Amelio
- Premio Future Film Festival Digital: Gravity de Alfonso Cuarón (Out of competition)[27]

Mención especialː Teorema Cero de Terry Gilliam
- Premio P. Nazareno Taddei: Philomena de Stephen Frears
- Premio Lanterna Magica (CGS):  L'intrepido de Gianni Amelio
- Premio Lina Mangiacapre: Via Castellana Bandiera de Emma Dante

Mención especialː Activistas Femen de Ucrania no es un burdel de Kitty Green
- Ratón de Oro: Philomena de Stephen Frears

Mención especialː Stray Dogs (Jiaoyou) de Tsai Ming-liang
- Ratón de Plata:  At Berkeley de Frederick Wiseman

Mención especialː Heimat - La otra tierra de Edgar Reitz
- UK-ITALY Creative Industries Award – Best Innovative Budget:
  - The Third Half de Enrico Maria Artale (Horizons)
  - Medeas de Andrea Pallaoro (Horizons)
  - Kush de Shubhashish Bhutiani (Horizons)
- Premio Interfilm por la promoción del diálogo interreligioso: Philomena de Stephen Frears
- Premio Gillo Pontecorvo: Con il fiato sospeso de Costanza Quatriglio (Fuera de competición)
- Premio Green Drop: Ana Arabia de Amos Gitai
- Young Jury Members of the Vittorio Veneto Film Festival: Philomena de Stephen Frears

Mención especial al mejor debut: Via Castellana Bandiera de Emma Dante
- P̪remio "Civitas Vitae prossima": Nunca es demasiado tarde de Uberto Pasolini
- Premios Soundtrack Stars 
  - Mejor BSO: Via Castellana Bandiera de Emma Dante

Mención especial al mejor actor: Ryuchi Sakamoto (Presidente de Venezia 70 )
- Premio WWF: Amazonia de Thierry Ragobert (Out of competition)
- ̪Premio Bianchi: Enzo d’Aló